# Ухринский
У́хринский — упразднённый в 2000 году посёлок в Даниловском районе Ярославской области России.

## География
Находился на реке Чёрная Ушлонка, в 44 км от Данилова, в 14 км от автомобильной дороги Череповец — Данилов.
Через посёлок проходили границы Даниловского, Первомайского и Пошехонского охотхозяйств.

## История
Упразднён официально Постановлением Государственной Думы Ярославской области от 28 ноября 2000 года № 148 «Об исключении из учётных данных населённых пунктов Даниловского района Ярославской области».

## Население
Временный посёлок лесозаготовителей, без постоянного населения.

## Инфраструктура
Основа экономики — лесная промышленность.